# We (álbum)
We  es el sexto álbum de la banda Arcade Fire, que fue lanzado el 6 de mayo de 2022 a través de Columbia Records. Producido por Nigel Godrich y los miembros de la banda Win Butler y Régine Chassagne, el álbum fue grabado en Nueva Orleans, El Paso, Texas y Mount Desert Island en Maine, y fue precedido por el sencillo "The Lightning I, II". El álbum toma su nombre de la novela distópica rusa We de Yevgeny Zamyatin.
Es el último álbum que presenta al multiinstrumentista Will Butler, quien dejó la banda en 2021 poco después de su finalización.

## Antecedentes
En abril de 2020, Win Butler publicó una carta en su cuenta de Instagram, indicando que el trabajo en un nuevo disco había comenzado antes de la pandemia de COVID-19 y que la escritura continuaba bajo medidas de bloqueo. Butler señaló que había escrito una canción titulada "Age of Anxiety" antes de la pandemia y que muchos de los temas que había comenzado a explorar se sentían apropiados dadas las circunstancias que rodearon la pandemia.
El 21 de octubre de 2020, Butler fue entrevistado para el podcast Broken Record, donde comentó sobre el sexto álbum de Arcade Fire. La banda había estado escribiendo durante un año antes del bloqueo por COVID-19. Durante el confinamiento, Butler siguió trabajando y escribió "dos o tres álbumes". En abril de 2020, Butler compartió algunos fragmentos de material nuevo en las redes sociales. Arcade Fire tenía planes de grabar el álbum en Texas "durante las elecciones".
El 14 de abril de 2021, la banda lanzó una pieza instrumental de 45 minutos, titulada "Memories of the Age of Anxiety" en la aplicación de meditación Headspace.
En marzo de 2022, los fanáticos recibieron postales marcadas con el logo de la banda; las postales incluían la nota "Te extrañamos", anotaciones musicales, así como una imagen de un ojo con la palabra "Cancelar suscripción" escrita debajo. Esas mismas imágenes comenzaron a aparecer en letreros en Londres, así como en las páginas de redes sociales de la banda, lo que indica los primeros signos de un nuevo álbum. El 14 de marzo, la banda anunció que una nueva canción titulada "The Lightning I, II" se lanzaría el 17 de marzo.

## Recepción crítica
En Metacritic, actualmente tiene una puntuación de 74 sobre 100, lo que indica «reseñas generalmente favorables» según 27 reseñas.

## Lista de canciones
| We – Edición digital |                                         |          |  |
| N.º                  | Título                                  | Duración |  |
| 1.                   | «Age of Anxiety I»                      | 5:27     |  |
| 2.                   | «Age of Anxiety II (Rabbit Hole)»       | 6:41     |  |
| 3.                   | «Prelude»                               | 0:30     |  |
| 4.                   | «End of the Empire I–III»               | 5:23     |  |
| 5.                   | «End of the Empire IV (Sagittarius A*)» | 3:54     |  |
| 6.                   | «The Lightning I»                       | 3:01     |  |
| 7.                   | «The Lightning II»                      | 2:34     |  |
| 8.                   | «Unconditional I (Lookout Kid)»         | 4:33     |  |
| 9.                   | «Unconditional II (Race and Religion)»  | 4:20     |  |
| 10.                  | «We»                                    | 3:51     |  |

| We – Edición física | |          |  |
| N.º                 | Título                                                                                                   | Duración |  |
| 1.                  | «Age of Anxiety I»                                                                                       | 5:27     |  |
| 2.                  | «Age of Anxiety II (Rabbit Hole)»                                                                        | 6:41     |  |
| 3.                  | «End of the Empire I–IV - I. Last Dance - II. Last Round - III. Leave the Light On - IV. Sagittarius A*» | 9:17     |  |
| 4.                  | «The Lightning I, II»                                                                                    | 5:35     |  |
| 5.                  | «Unconditional I (Lookout Kid)»                                                                          | 4:33     |  |
| 6.                  | «Unconditional II (Race and Religion)»                                                                   | 4:20     |  |
| 7.                  | «We» | 3:51     |  |